# Maoming
Maoming, tidigare känd som Mowming, är en stad på prefekturnivå i Guangdong-provinsen i Folkrepubliken Kina. Den ligger omkring 270 kilometer sydväst om provinshuvudstaden Guangzhou. Staden gränsar till provinsen Guangxi i norr och vetter mot Sydkinesiska havet i söder.
Dialekten som talas i orten tillhör kantonesiskan. 
Staden har en betydande petrokemisk industri och ett stort kolkraftverk med kapacitet på 1.100 MW.

## Administrativ indelning
Maoming är indelat i två stadsdistrikt och tre städer på häradsnivå. Tidigare fanns även ett stadsdistrikt Maogang. Det blev 2014 en del av Dianbai.
| Maoming                              | Maoming   | Maoming     | Maoming            | Maoming           | Maoming   | Maoming                       |
| ------------------------------------ | --------- | ----------- | ------------------ | ----------------- | --------- | ----------------------------- |
| Maonan Dianbai Gaozhou Huazhou Xinyi |           |             |                    |                   |           |                               |
| Namn                                 | Kinesiska | Pinyin      | Typ                | Befolkning (2020) | Yta (km²) | Befolknings- täthet (inv/km²) |
| Maonan                               | 茂南区    | Màonán qū   | Stadsdistrikt      | 1 035 411         | 604       | 1 716                         |
| Dianbai                              | 电白区    | Diànbái qū  | Stadsdistrikt      | 1 503 737         | 2 137     | 704                           |
| Huazhou                              | 化州市    | Huàzhōu shì | Stad på häradsnivå | 1 291 668         | 2 357     | 548                           |
| Xinyi                                | 信宜市    | Xìnyí shì   | Stad på häradsnivå | 1 014 577         | 3 084     | 329                           |
| Gaozhou                              | 高州市    | Gāozhōu shì | Stad på häradsnivå | 1 328 657         | 3 271     | 406                           |

## Klimat
Genomsnittlig årsnederbörd är 2 358 millimeter. Den regnigaste månaden är augusti, med i genomsnitt 354 mm nederbörd, och den torraste är januari, med 31 mm nederbörd.